# Targioniaceae
Targioniaceae es una familia de  Marchantiophytas en el orden de Marchantiales. Comprende 3 géneros aceptados y uno pendiente con 29 especies descritas y de estas, solo 14 aceptadas.

## Taxonomía
La familia fue descrita por Barthélemy Charles Joseph Dumortier y publicado en Analyse des Familles de Plantes 68. 1829.

## Géneros
- Aitchisoniella (pendiente)
- Cyathodium
- Synhymenium
- Targionia